# Plica plica
Plica plica är en ödleart som beskrevs av Carl von Linné 1758. Plica plica ingår i släktet Plica och familjen Tropiduridae. Inga underarter finns listade i Catalogue of Life.
Denna ödla förekommer i norra Sydamerika från Venezuela och centrala Colombia till norra Brasilien, östra Ecuador, östra Peru och norra Bolivia. Den hittas även på Trinidad. Arten lever i låglandet och i bergstrakter upp till 1100 meter över havet. Individerna vistas i skogar eller i områden där trädgrupper finns kvar.
Plica plica klättrar främst i träd men den hittas ibland på marken eller på klippor. Arten har huvudsakligen skalbaggar och myror som föda. På Trinidad registrerades flockar med 6 till 15 medlemmar.
Skogens omvandling till jordbruksmark eller etablering av gruvdrift hotar beståndet. Hela populationen anses vara stabil. IUCN listar arten som livskraftig (LC).